# نساء عاشقات (رواية)
نساء عاشقات (بالإنجليزية: Women in Love)‏ هي رواية للكاتب البريطاني ديفيد هربرت لورانس والتي نشرت في عام 1920 وهي تتمة لروايته السابقة قوس قزح (1915) وتتابع حياة وغرامات الأخوات برانغوين: غودرون وأورسولا؛ غودرون برانغوين وهي فنانة تسعى لعلاقة مدمرة مع جيرالد كريش (أحد الصناعيين). لورانس يقارن هذا الثنائي بمشاعر الحب الذي نما بين أورسولا برانغوين وروبرت بيركين وهو مثقف مغرَب يتبنى العديد من الآراء المرتبطة بالمؤلف. تعطى العلاقات العاطفية المزيد من العمق والتأثير من خلال الجاذبية النفسية والجسدية بين جيرالد وروبرت. تطغى الرواية على كامل المجتمع البريطاني قبل الحرب العالمية الأولى وتنتهي في ثلوج جبال الألب أخر المطاف. ترسم شخصية أورسولا بناءً على شخصية زوجة لورنس (فريدا) وغودرون على (كاثرين مانسفيلد)، في حين روبرت بيركين يمتلك مواصفات من لورانس وجيرالد كريش لزوج مانسفيلد (جون ميدلتون).

## ملخصالحبكة
تعيش الأختان أورسولا وغودرون برانغوين في ميدلاندز في إنكلترا في 1910s. أورسولا تعمل معلمة وغودرون فنانة. تقابل الأختان رجلين يسكنان في الجوار: ناظر المدرسة (روبرت بيركين) ووريث مناجم الفحم (جيرالد كريش) ويصبح الأربعة أصدقاء. يتعمق بيركين وأورسولا في علاقة وتبدأ بين وغودرون وجيرالد علاقة غرامية.
الأصدقاء الأربعة مهتمون جداً بمسائل المجتمع والسياسة، والعلاقة بين الرجل والمرأة. في أثناء حفلة في أملاك جيرالد تغرق شقيقة جيرالد (ديانا). غودرون تصبح معلمة ومعلمة للشقيقة الصغرى لجيرالد ثم بعد وقت قصير يتوفى والد جيرالد مالك منجم فحم بعد صراع طويل مع المرض. بعد الجنازة يذهب جيرالد إلى بيت غودرون ويقضي الليل معها بينما ينام والديها في غرفة أخرى.
يعرض بيركين الزواج على أورسولا وتجيب بالقبول. تصبح علاقة جيرالد وغودرون مكفهرة عاصفة.
يأخذ الزوجان (بيركين وأورسولا، جيرالد وغودرون) إجازة في جبال الألب حيث ينشأ غودرون صداقة مركزة مع (لورك) وهو فنان سقيم بدنيا ولكنه قيادي عاطفيا جاء من دريسدن. يغضب جيرالد من لورك والأنكى من ذلك كله الإهانة اللفظية لغودرون ورفضها رجولته ويجره عنفه الداخلي بمحاول خنق غودرون وقبل ان يقتلها يدرك أن هذا ليس ما يريد ثم يترك غودرون ولورك ويتسلق الجبال وفي نهاية المطاف ينزلق إلى وادي ثلجي حيث يغمى عليه ويتجمد حتى الموت.
يكون وقع وفاة جيرالد على بيركين عميق وتنتهي الرواية بعد أسابيع قليلة من وفاة جيرالد مع بيركين الذي يحاول أن يشرح لأورسولا أنه يحتاج جيرالد كما يحتاج لها. لها لعلاقة مثالية مع امرأة وجيرالد لعلاقة مثالية مع رجل.

## تلقي الرواية
كما هو الحال مع معظم أعمال لورنس تسببت نساء عاشقات بمواضيع جنسية مثيرة الجدل. على سبيل المثال قال أحد المراجعين عنها «لا أدعي بكوني ناقد أدبي، لكن أعرف القذارة عندما أشمها، وهنا القذارة في أكوام. أكوام عفنة تصل رائحتها الكريهة حتى السموات.» وأثار الكتاب أيضاً في وقت لاحق انتقادات لتصويره الحب، كما ندد به بشكل شوفيني، وتركزت الانتقادات على القضيب من قبل (سيمون دي بوفوار) في (الجنس الثاني) (1949).
بالمقابل، أشادت (كاميل باكليا) بـ نساء عاشقات كاتبةً أنها في أول الأمر ردت سلباً على الكتاب، لكنه أصبح ذا «تأثير عميق» عليها عندما عملت على شخصيات جنسية (1990) وقارنته باكليا برواية ادموند سبنسر (الملكة الجنية)(1590).
وقد اقترح أن سحر لورانس بموضوع المثلية الجنسية قد تجلَى في (نساء عاشقات) وهذا قد يكون ذا صلة بميوله الجنسية الخاصة. ومع ذلك فإن باكليا ذكرت رغم أن «نساء عاشقات» فيها «مضمون للمخنثين»، فإنها تشك أن لورنس قد أيد «العلاقات الجنسية الكاملة» بين الرجال
.

## تبني الرواية كفيلم
بسيناريو وإنتاج (لاري كريمر) وإخراج (كين راسل) تم تبني رواية نساء عاشقات إلى فيلم في عام (1969) والذي بسببه حصلت غليندا جاكسون على جائزة الأوسكار لأفضل ممثلة ولقد كان واحدا من الأفلام المسرحية الأولى التي تظهر الأعضاء التناسلية الذكرية، في المشاهد عندما جيرالد كريش (أوليفر ريد) وروبرت بيركين (آلان بيتس) يتصارعان عاريان أمام المدفأة وفي عدة مشاهد هناك لقطات للسباحة العارية وفي تسلسل واضح لبيركين يركض عارياً في الغابة بعد أن ضرب على رأسه من قبل عشيقته السابقة هيرميون روديك (إليانور برون) بعد رفضه.

## روابط خارجية
- نساء عاشقات على موقع الموسوعة البريطانية (الإنجليزية)